# انجماد (فیلم)
«انجماد» (انگلیسی: Freezing) یک مجموعه تلویزیونی کمدی محصول شبکه بی‌بی‌سی است. از بازیگران این مجموعه تلویزیونی می‌توان به هیو بونه‌ویل و الیزابت مک‌گاورن اشاره کرد.